# Florin Lupeică
Florin Alin Lupeică (Iași, 6 marzo 1973) è uno schermidore romeno, specializzato nella sciabola. Ha vinto due medaglie di bronzo ai Campionati mondiali di scherma.

## Palmarès
In carriera ha conseguito i seguenti risultati:
- Mondiali di scherma

Atene 1994: bronzo nella sciabola a squadre.
Nimes 2001: bronzo nella sciabola a squadre.
- Europei di scherma

Linz 1993: bronzo nella sciabola individuale.
Bolzano 1999: argento nella sciabola a squadre.